# Jon Altuna
Jon Altuna Mendizábal (Ibarra, Guipúzcoa, 24 de junio de 1980) es un exfutbolista español que se desempeñaba como centrocampista, destacando por la cantidad de goles de cabeza que hacía cada temporada, tanto en jugada como a balón parado.

## Trayectoria
Formado en la prolífica cantera del Antiguoko donostiarra recaló en el filial del C.D. Logroñés que jugaba en la Tercera División de España.
El jugador guipuzcoano debutó en Segunda División en las filas del C.D. Logroñés de la mano del entrenador Marco Antonio Boronat. Altuna se convirtió en un habitual del equipo en el tramo final de la liga cuando el equipo riojano luchaba por la permanencia, que finalmente no logró.
Al descenso deportivo se sumó el descenso administrativo por impagos, por lo que el C.D. Logroñés se vio obligado a jugar en Tercera División. Esta situación, junto al buen cartel que había conseguido, desembocó en el fichaje de Altuna por el C. D. Aurrerá (Segunda División B), donde disputaría las tres siguientes temporadas (2000-2003) siendo un jugador fundamental para los distintos entrenadores Luis de la Fuente, Juan Carlos Lasheras, José Luis Mendilibar y Iñaki Ocenda.
El descenso por impagos a Tercera División del club rojillo le llevó a fichar por el Barakaldo C. F. (Segunda División B), siendo en el equipo fabril donde empezó a ver puerta de manera habitual anotando 12 goles en tres temporadas (2003-2006).
En verano de 2006 la recién descendida S.D. Eibar se interesó por sus servicios, firmando finalmente con el conjunto armero. Pronto se convirtió en pieza clave del equipo y formando parte activa del ascenso del equipo a Segunda División. Como premio a su labor la entidad armera renovó al jugador, que perdió protagonismo con el cambio de categoría.
Terminada la temporada 07-08, abandonó el País Vasco rumbo a Granada para firmar por el histórico Granada C.F. (Segunda División) donde recuperó protagonismo en el campo y destapó su instinto goleador siendo pichichi del equipo nazarí. Terminada la temporada se produjo un cambio en la dirección deportiva del equipo con la entrada del nuevo propietario, el italiano Gino Pozzo (dueño del Udinese) que llevó a la salida del jugador guipuzcoano.
La salida del Granada C.F. fue aprovechada por la S.D. Eibar, que recién descendida a Segunda División B le contrató. En las tres temporadas (09-12) que disputó en Ipurúa se convirtió en un jugador clave con 103 partidos y 41 goles. Lamentablemente el Ontiyent C.F. (09-10), el C.D. Alcoyano (10-11) y el C. D. Lugo (11-12) impidieron al equipo armero conseguir el ansiado ascenso.
Tras abandonar la entidad guipuzcoana se enroló en la S.D. Amorebieta (Segunda División B), que venía de clasificarse para el play-off de ascenso, para disputar su última temporada como jugador en activo, que pudo compaginar con su labor como docente, labor a la que se dedica actualmente.

## Clubes
| Club                     | País   | Año       |
| ------------------------ | ------ | --------- |
| C. D. Logroñés           | España | 1999-2000 |
| C. D. Aurrera de Vitoria | España | 2000-2003 |
| Barakaldo C. F.          | España | 2003-2006 |
| S. D. Eibar              | España | 2006-2008 |
| Granada C. F.            | España | 2008-2009 |
| S. D. Eibar              | España | 2009-2012 |
| S. D. Amorebieta         | España | 2012-2013 |